# Fathi Kameel Matar
Fathi Kameel Matar (àrab: فتحي كميل)  (Kuwait, 23 de maig de 1955) és un exfutbolista kuwaitià de les dècadse de 1970 i 1980.
Fou internacional amb la selecció de futbol de Kuwait amb la qual participà a la Copa del Món de futbol de 1982.
Pel que fa a clubs, destacà a Al-Tadhamon SC.